# Andreas Wojak
Andreas Wojak (* 1952 in Spetzerfehn (Ostfriesland)) ist ein deutscher Journalist und Autor.

## Leben
Wojak hat – nach dem Abitur 1971 in Aurich – an der Freien Universität Berlin Politikwissenschaft und Geschichte studiert. Ab 1980 war er freier Radiomitarbeiter, vor allem im Feature-Bereich (in erster Linie für den NDR, Radio Bremen und den WDR). 1991 promovierte er an der Carl von Ossietzky Universität Oldenburg im Fach Geschichte. Seine als Buch veröffentlichte Dissertation Moordorf. Dichtungen und Wahrheiten über ein ungewöhnliches Dorf in Ostfriesland wurde deutschlandweit beachtet und mehrfach neu aufgelegt. Nach Abschluss der Dissertation war Wojak bis 2018 Mitarbeiter in der Carl von Ossietzky Universität, überwiegend in der Presseabteilung.
Wojak hat auf verschiedenen Gebieten Bücher und Aufsätze veröffentlicht und Radiobeiträge verfasst. Er ist nach wie vor publizistisch tätig.

## Auszeichnungen
- 2012 Borsla-Preis (Vereinigung für niederdeutsche Sprache und Literatur e.V. Bösel)[5][4][6]

## Werke (Auswahl)
- (Hg) Schatten der Vergangenheit – Deutsche und Juden heute. Mit Beiträgen von Mirjam Akavia, Willy Brandt, Henryk M. Broder u. a., GTB, Gütersloh 1985, ISBN 3-579-00573-1
- Moordorf. Dichtungen und Wahrheiten über ein ungewöhnliches Dorf in Ostfriesland, Bremen 1992 (zeithistorische Studie mit Schwerpunkt Nationalsozialismus) ISBN 3-926958-83-9
- (Hg) Wir werden auch weiterhin unsere Pflicht tun – Kriegsbriefe einer Familie in Deutschland 1939-1945, Bremen 1996, ISBN 3-86108-278-0
- (Hg) Herzwärts – Geschichten, die die Seele berühren, Eschbach/Markgräflerland 2019, ISBN 3-86917-696-2
- (Hg) Sternstunden – Geschichten, die das Herz berühren, Eschbach/Markgräflerland 2021, ISBN 3-86917-840-X